# Rhythm and Blues Foundation
La Rhythm and Blues Foundation est une association américaine à but non lucratif (nonprofit organization), fondée en 1988. Elle est destinée à la préservation de l'héritage culturel et historique du rhythm and blues et assiste les artistes dans le besoin. Elle est basée à Philadelphie en Pennsylvanie.

## Histoire
La fondation est créée à la suite de démarches entreprises à partir de 1983 par Ruth Brown auprès de son label discographique, Atlantic Records. La chanteuse, assistée par l'avocat Howell Begle qui offre ses services pro bono, cherche à récupérer des royalties sur les ventes de ses disques impayées par le label. Les maisons de disques facturent divers frais aux artistes durant leur carrière, comme le coût des séances d'enregistrement, le cachet des arrangeurs, producteurs, etc. Dans le cas de Ruth Brown, Atlantic refuse de régler des royalties sur les ventes, considérant que « Miss Rhythm » lui doit toujours 30 000 dollars,.
Après avoir étudié des documents fournis à sa demande par Atlantic, Howell Begle estime que la maison de disques pourrait avoir agi en violation du RICO Act. Atlantic préfère transiger et signer un accord amiable, qui stipule que l'entreprise ne reconnaît aucun méfait. Le label renonce aux dettes de Ruth Brown et de 35 autres artistes de sa génération, qui se trouvent dans la même situation, et accepte de leur régler les sommes impayées depuis 20 ans. La maison de disques effectue un don de 1,5 million de dollars à la Rhythm and Blues Foundation, qui voit le jour en 1988. Le règlement est effectué sous la forme d'une subvention exonérée d'impôt (tax-free grants),. Warner Communications, la maison mère de Warner Music Group auquel appartient Atlantic depuis 1972, contribue également à hauteur de 450 000 dollars.
À l'origine, la fondation est basée à Washington DC. Elle s'implante ensuite à New York. Depuis 2003, son siège est situé sur Broad Street à Philadelphie.

## Financement
La Rhythm and Blues Foundation est financée en partie par des donations. Durant les années 1990, différentes sociétés complètent son financement, notamment les labels Sony et PolyGram, la chaîne de télévision MTV, les organisations américaines de redistribution de droits d'auteur BMI et ASCAP, ainsi que l'agence culturelle fédérale National Endowment for the Arts.

## Activités
La Rhythm and Blues Foundation se consacre à la préservation de l'héritage culturel et historique du rhythm and blues. Chaque année, elle organise les « Pioneer Awards », une cérémonie durant laquelle elle décerne des récompenses aux musiciens et producteurs ayant contribué au développement de ce genre musical. Elle remet également une somme d'argent aux gagnants. Les artistes nommés sont sélectionnés par le conseil d'administration, le comité consultatif (advisory board) et le comité de direction (artist steering committee),.
La fondation assiste les artistes, actifs entre les années 1940 et les années 1970, qui se trouvent dans le besoin. Elle contribue notamment à leurs frais médicaux.